# Ålbækbukten

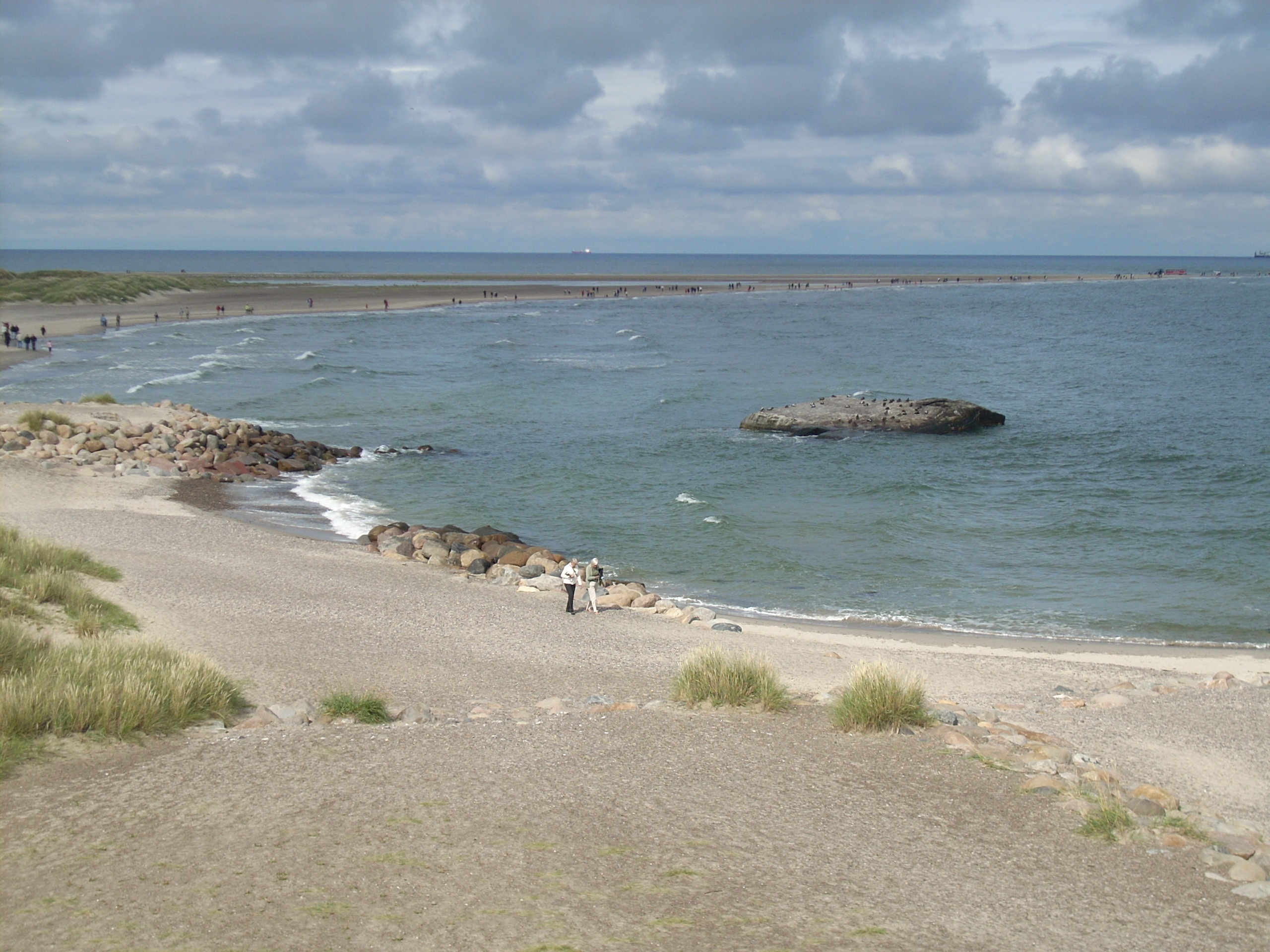
Aalbækbukten sydost om Grenen.

Aalbækbukten är en bukt i Danmark, på Jyllands östra kust vid tätorten Ålbæk, mellan Skagen och Frederikshavn. Den har en god ankarplats vid västliga vindar. I bukten finns ostronbankar.